# ويلينغتون (لاعب كرة قدم مواليد 2001)
ويلينغتون (مواليد 19 فبراير 2001) هو لاعب كرة قدم برازيلي يلعب في مركز الظهير الأيسر في نادي ساو باولو.

## روابط خارجية
- ويلينغتون (لاعب كرة قدم مواليد 2001) على موقع قاعدة بيانات كرة القدم.إي يو (الإنجليزية)
- ويلينغتون (لاعب كرة قدم مواليد 2001) على موقع Soccerway.com (الإنجليزية)